# Ferid Lakhdar
Ferid Lakhdar (ur. 5 czerwca 1977 w Algierze) – polski instrumentalista, piosenkarz, kompozytor i producent muzyczny. Wiceprezes Stowarzyszenia Autorów ZAiKS.

## Życiorys
Urodził się w 1977 roku w Algierze, gdzie spędził znaczną część dzieciństwa. Kiedy miał siedem lat, zamieszkał z rodziną w Chełmnie obok Torunia. Muzyką zainteresował się w szkole średniej, kiedy zaczął amatorsko grać na gitarze.
W 1998 ukończył Studium Piosenkarskie w Poznaniu. W tym czasie otrzymał angaż do musicalu Fame, przygotowywanego przez zespół Teatru Powszechnego w Radomiu, pod kierownictwem Wojciecha Kępczyńskiego. W 1998 dołączył do zespołu Hi Street, który zadebiutował na 35. Krajowym Festiwalu Piosenki Polskiej w Opolu. W 1999 rozpoczął karierę solową. Tworzy muzykę produkcyjną i rozrywkową oraz adaptacje, a także współpracuje z wieloma artystami na polskim rynku muzycznym. Wyprodukował i skomponował utwory i albumy artystów, takich jak: Katarzyna Rodowicz (Piosenki polskie), Joanna Jabłczyńska (Papparapa), Lindsay Martell (Trouble in Paradise), Marina Łuczenko (utwory: „Jack”, „Prince Charming”, „Like a Rainbow After Rain”).
Wyprodukował i napisał płyty dla młodszych słuchaczy: Małe bajki (2013), Przygody smoków i dinozaurów (2014), Misie z Pluszakowa (2015), Historie i historyjki polskie (2016), Odkrywcy i wynalazki (2017), Zgadywanki rymowanki (2019), Śpiewanki (2020) i Wesoła lokomotywa (2022); za ostatni z albumów zyskał nominację do Fryderyka w kategorii album roku – muzyka dziecięca.
W 2022 otrzymał Nagrodę Specjalną ZAiKS-u. Od 2022 pełni funkcję zastępcy przewodniczącego Stowarzyszenia Autorów ZAiKS. 
Mieszka i tworzy na warszawskim Żoliborzu.

## Dyskografia
Albumy studyjne
- Realnie (2004)[8]
- Neon (2010)[9]

Single
- Ferid & Fool Servis - Maxisingiel (2000)
- Mamy Nas (2001)
- Taki Czas (2001)
- Fotografia (2004)

Wokalnie
- Katarzyna Skrzynecka (2002)
- Ocean Front - Zakochany (2002)
- Ocean Front - Aksamit (2002)
- Marek Kościkiewicz - Czy Jesteś? (2003)
- Ferid* - Fotografia (2004)
- Boogie On The Dance Floor (2010)
- Anna Voigt - Dreams Come True (CD, Album, Dig) 2010

Instrumenty i Wykonanie
- Hi Street - Hi Street (1998)
- Hi Street - Piosenka Jak Na Lato (1998)
- Ferid - Fotografia (2004)
- Marina - Hardbeat (2011)
- Nie Będziesz Sam (2014)
- Kasia Popowska - Tlen (2014)
- Lubert - Z Miłości Do Muzyki (2014)

Tekst i aranżacja
- Pour Ela Ferid & Fool Servis - Maxisingiel (2000)
- Blisko Tak Katarzyna Skrzynecka - Kameleo (2001)
- Ferid - Taki Czas (2001)
- Bracie Ferid - Realnie (2004)
- Ferid - Fotografia (2004)
- Ferid Kasia Rodowicz Wiktoria Katajew WALKATHON SONG (2005)
- Kasia Rodowicz - Będę... (2006)
- Marina - Hardbeat (2011)

Produkcja
- Marina - Hardbeat (2011)

Technicznie
- Marina - Hardbeat (2011)
- Lubert - Z miłości do muzyki (2014)

Muzyka Teatralna
- Dobry wieczór kawalerski w reżyserii Jerzego Bończaka

Muzyka
- Ferid i Chris Aiken – Całe życie w nas